# Качиндамото
Качиндамо́то (англ. Kachindamoto) — традиційна громада у складі дистрикту Дедза Центрального регіону Малаві.
Населення — 131195 осіб (2018).